# Ludvik Schönleben
Ludvik Schönleben (Ludwig Schönleben), rezbar, kronist, ljubljanski župan v 17. stoletju, * 1590, Heilbronn (Nemčija), † 26. avgust 1663, Ljubljana. 
Schönleben je bil rezbar, v Ljubljani se je poročil leta 1618. Bil je mestni svetnik, višji mestni blagajnik, sodnik ter župan v letih 1648, 1652, 1653 in 1654. Od leta 1646 do smrti je bil poveljnik meščanske straže. Njegov sin je bil zgodovinar Janez Ludvik Schönleben.